# Голендерня (урочище)
Урочище «Голендерня» — урочище в Україні. Розташоване на західній околиці міста Біла Церква Київської області, при річці річки Рось.

## Флора
Всього на території урочища «Голендерня» виявлено 70 деревних видів з 41 роду 23 родин. Два види — хвойні (дерева), 68 видів — листяні (43 — дерева, 21 — кущі, 2 — напівкущі, 1 — кущик, 1 — ліана). Культивари в насадженнях відсутні.

## Історія
Парк "Олександрія" у місті Біла Церква засновано, найвірогідніше, в 1793 році на лівому березі річки Рось, а на правому розташовувався фільварок «Голендерня», який був складовою частиною садиби Браницьких.

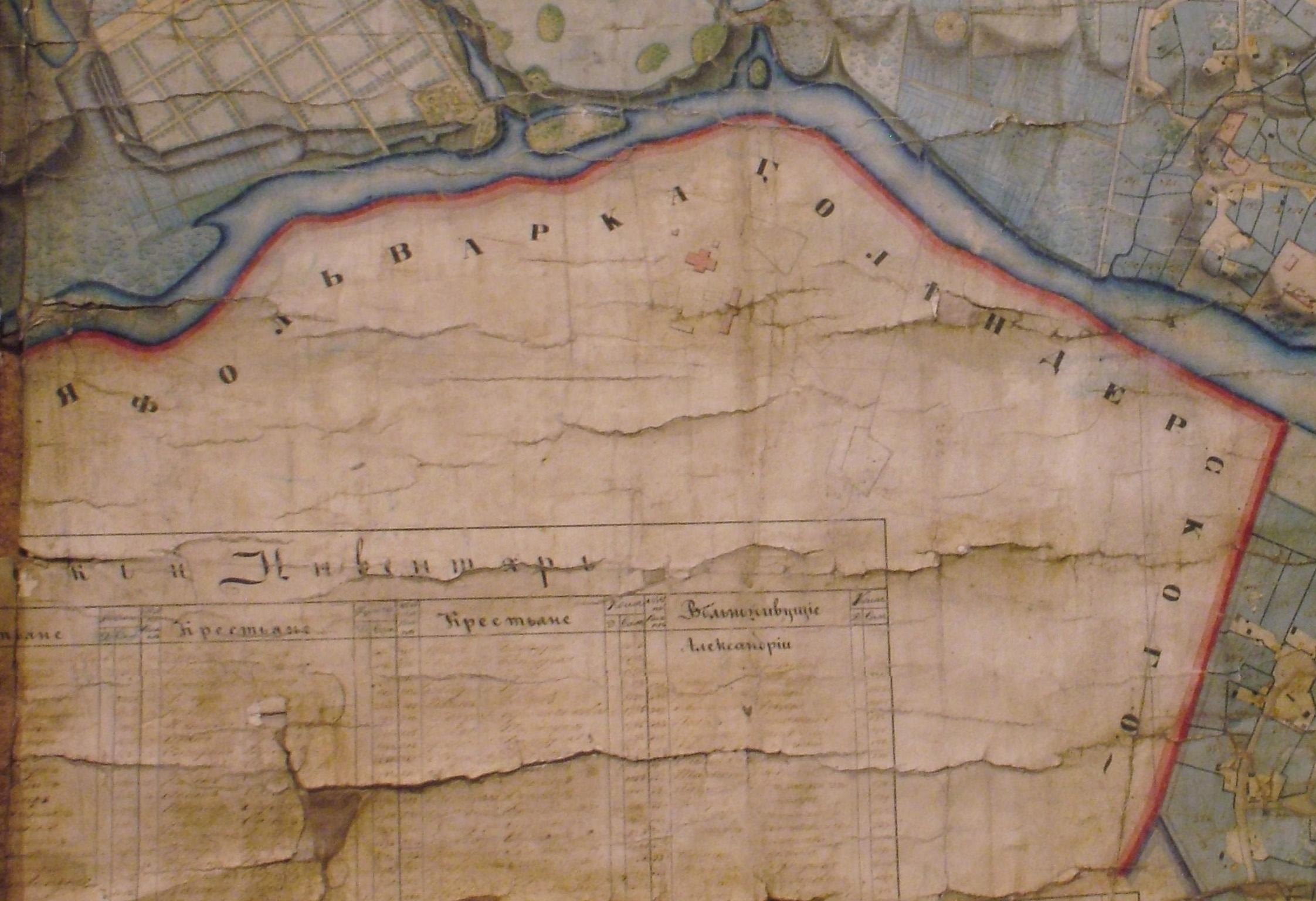
Голендерня на карті Білої Церкви 1858 р.

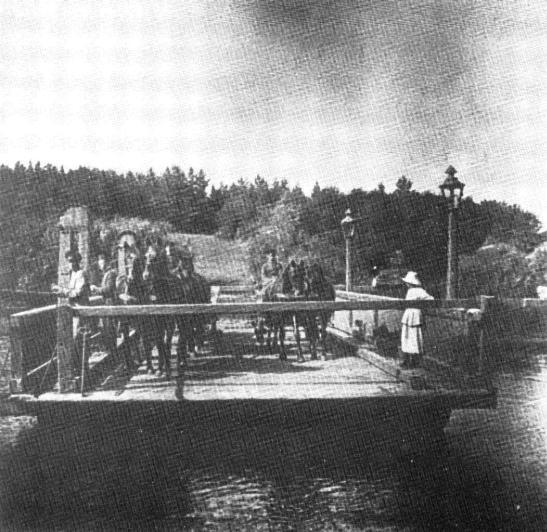
Олександрія, пором на Росі, близько 1916 р.

У радянські часи на базі старовинного парку створили дендропарк «Олександрія» площею 201,5 га, яка у 1998 році була збільшена на 95,5 га за рахунок лісового масиву, що був південніше його «старої» території. Раніше цей лісовий масив до складу парку «Олександрія» не входив.
У 2008 році було прийняте рішення передати дендропарку розташоване на правому березі урочище «Голендерня». За офіційними даними його площа становить 108,8 га.

## Територія та ландштафти
Основним типом садово-паркового ландшафту урочища «Голендерня» є лісовий. Його формують насадження різних видів і віку, серед яких найцінніші — вікові насадження дуба звичайного.
На парковий тип садово-паркового ландшафту, у жому також найбільшу цінність становлять ділянки вікових дубів звичайних, припадає 14,5 % від озелененої площі урочища. Частину насаджень лісового типу садово-паркового ландшафту слід переводити у парковий. Найбільший інтерес при цьому являють перехідні ділянки, їх сумарна площа становить близько 6,4 га. Але існує тенденція захоплення цих територій бузиною чорною. 

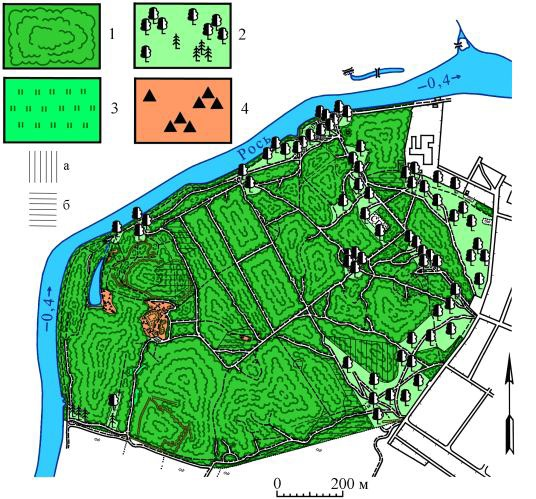
Ландшафтний план урочища «Голендерня». Типи садово-паркових ландшафтів: 1 — лісовий (84,2 га, 84,2 % від озелененої площі), 2 — парковий (14,5 га, 14,5 %), 3 — лучний (0,19 га, 0,2 %), 4 — альпійський (1,07 га, 1,1 %); а — ділянка, на якій видалено дерева другого ярусу та кущі крім глоду одноматочкового), 6 — ділянки, на яких відсутній кущовий ярус

Ділянка діброви середнього віку без кущового ярусу та підросту. Близько 1 % від озелененої площі урочища займають ділянки альпійського типу садово-паркового ландшафту.
Незважаючи на відносно незначну площу, ділянки альпійського типу садово-паркового ландшафту урочища при правильному формуванні можуть стати одними з найважливіших його частин.

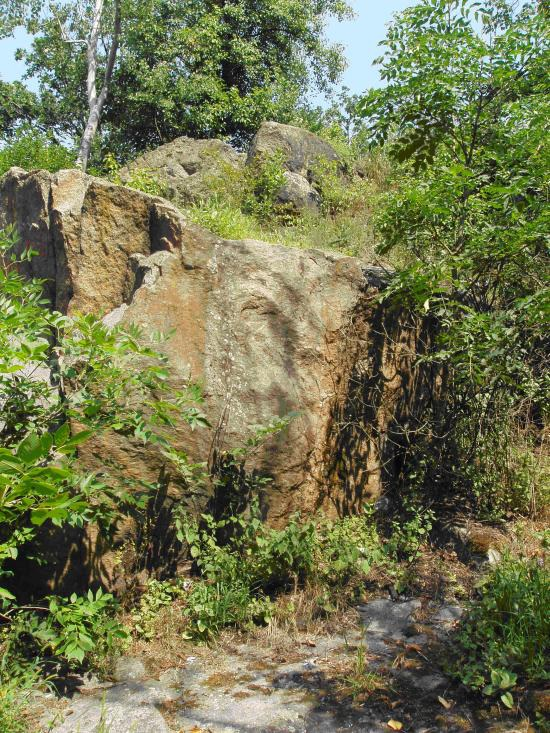
Колишній кар'єр з видобутку каміння (альпійський тип садово-паркового ландшафту)

Основним видом в урочищі «Голендерня» є дуб звичайний (його насадження займають 72,98 га, що становить 73 % від озелененої площі). Стиглі та перестійні насадження займають 35,74 га. До речі, на «старій» території дендропарку стиглі та перестійні насадження дуба звичайного займають 46,94 га, а на доданій до дендропарку у 1998 році території вони відсутні. Тобто з приєднанням до дендропарку урочища «Голендерня» площа особливо цінних вікових дубових насаджень була значно збільшена. Проте стан вікових дубів в урочищі «Голедерня», особливо на ділянках паркового типу садово-паркового ландшафту дещо гірший ніж на «старій» території дендропарку. Так, у південній частині виділу, яка представляє парковий тип садово- паркового ландшафту і має площу насаджень 5,60 га, на близько 500 здорових дубів припадає майже 20 суховерхих та 35 всохлих; у виділі 9, з площею насаджень 3,98 га на близько 225 здорових вікових дубів відповідно 65 та 20. Викликає занепокоєння й стан окремих ділянок, які представляють лісовий тип садово-паркового ландшафту. У виділах 29 та 40 дуб звичайний втрачає домінуючу роль. У обох виділах зімкненість першого (дібровного) ярусу становить 0,4. Тільки завдяки другому ярусу загальна зімкненість зростає до 0,6 — 0,8. Якщо не вжити заходів з відновлення діброви, через деякий час у цих виділах відбудеться зміна едифікаторного виду. Таким чином, проблема розробки шляхів збереження, підтримання та відновлення дібров як таких, що формують парковий тип садово-паркового ландшафту, так і тих, що формують лісовий тип садово-паркового ландшафту, стоїть дуже гостро.
На «старій» території дендропарку молоді та середнього віку насадження дуба звичайного займають лише 5,52 га. Тобто з часом вони не здатні стати повноцінною заміною старим насадженням. Тому у майбутньому значну роль почнуть відігравати молоді дібровні насадження, які знаходяться на території, приєднаній до дендропарку в 1998 році (50,1 га) та в урочищі «Голендерня» (37,24 га). Найвірогідніше, що ці насадження в урочищі створили на місці, де була вирубана вікова діброва. Нині вони потребують значних робіт з формування, оскільки захаращені та загущені навіть з лісівничої точки зору (впродовж останніх десятиліть в них не робилися ні санітарні рубки, ні рубки догляду).
В урочищі «Голендерня» 8,44 га (8,5 % від озелененої площі) займають малоцінні і малодекоративні насадження клена ясенелистого. Виділ 16 (площа його насаджень — 5,8 га) свого часу займала тополя чорна, але вона була надзвичайно сильно вражена омелою. Кілька років тому всі тополі вирубали. Поодинокі клени ясенелисті, які знаходилися в другому ярусі, залишили (видалили тільки ті клени ясенелисті, які були зламані під час валки тополь). Внаслідок цього нині увесь виділ вкрився поростю від пнів та самосівом клена ясенелистого. Для того, щоб обмежити поширення цього виду та сформувати декоративні насадження на цій площі, необхідно здійснити комплекс робіт з рубок та посадок (щоб екологічна ніша не лишалася вільною) за спеціально розробленим та відповідним чином затвердженим проектом.
Одними з перших мають зазнати реконструкції також виділи, в яких жоден вид не переважає. Це або ділянки деградованої діброви, в якій дуб втратив домінуючу роль, або лісові культури з невдалим добором видів у складних схемах посадок, або ділянки з порушеним природним рослинним покривом, які захопив самосів видів, що здатні швидко поширюватися.

## Цікаві факти
- У Німеччині був розроблений проект, за яким в урочищі будуть прокладені велосипедні та бігові доріжки, що надасть змогу не тільки займатися фізичною культурою мешканцям міста, але й проводити спортивні змагання досить високого рівня. У 2012 році на конкурсі «Україна квітуча» цей проект отримав Гран-прі.
- Також у Голендерні планується збудувати приміщення для персоналу парку і зберігання реманенту. Для сполучення із Голендернею через Рось курсуватиме пором (який історично був присутній в «Олександрії»), розрахований на перевезення паркової техніки, тож розробляється проект спорудження пристаней на обох берегах річки.